# Torneo de Varsovia 2024
El Polish Open 2024 fue un torneo de tenis profesional jugado en canchas duras al aire libre. Se trató de la 5ª edición del torneo y formó parte de los Torneos WTA 125s en 2024. Se llevó a cabo en Varsovia, Polonia, entre el 22 de julio al 27 de julio de 2024.

## Cabezas de serie

### Individuales
| Tenista           | Ranking | Preclasificada |
| Rebecca Šramková  | 109     | 1              |
| Mai Hontama       | 110     | 2              |
| Darja Semeņistaja | 122     | 3              |
| Alex Eala         | 155     | 4              |
| Maya Joint        | 161     | 5              |
| Kateryna Baindl   | 169     | 6              |
| Céline Naef       | 185     | 7              |
| Valerija Savinych | 186     | 8              |

- Ranking del 15 de julio de 2024.

### Dobles
| Tenista                          | Ranking | Preclasificada |
| Jessie Aney Lena Papadakis       | 302     | 1              |
| Weronika Falkowska Martyna Kubka | 308     | 2              |

## Campeonas

### Individuales femeninos
Alycia Parks venció a  Maya Joint por 4–6, 6–3, 6–3

### Dobles femenino
Weronika Falkowska /  Martyna Kubka vencieron a  Céline Naef /  Nina Stojanović por 6–4, 7–6(5)